# Сідар-Гроув (Індіана)
Сідар-Гроув (англ. Cedar Grove) — місто (англ. town) в США, в окрузі Франклін штату Індіана. Населення — 150 осіб (2020).

## Географія
Сідар-Гроув розташований за координатами 39°21′21″ пн. ш. 84°56′13″ зх. д. / 39.35583° пн. ш. 84.93694° зх. д. (39.355966, -84.937083).  За даними Бюро перепису населення США в 2010 році місто мало площу 0,39 км², з яких 0,39 км² — суходіл та 0,00 км² — водойми.

## Демографія
Згідно з переписом 2010 року, у місті мешкало 156 осіб у 75 домогосподарствах у складі 47 родин. Густота населення становила 401 особа/км².  Було 84 помешкання (216/км²).
Расовий склад населення:
| - 98,7 % — білих |

До двох чи більше рас належало 1,3 %. Частка іспаномовних становила 0,0 % від усіх жителів.
За віковим діапазоном населення розподілялося таким чином: 19,2 % — особи молодші 18 років, 66,7 % — особи у віці 18—64 років, 14,1 % — особи у віці 65 років та старші. Медіана віку мешканця становила 44,5 року. На 100 осіб жіночої статі у місті припадало 90,2 чоловіків;  на 100 жінок у віці від 18 років та старших — 80,0 чоловіків також старших 18 років.
Середній дохід на одне домашнє господарство  становив 65 381 долар США (медіана — 50 000), а середній дохід на одну сім'ю — 74 435 доларів (медіана — 61 667). За межею бідності перебувало 16,7 % осіб, у тому числі 34,5 % дітей у віці до 18 років та 3,0 % осіб у віці 65 років та старших.
Цивільне працевлаштоване населення становило 123 особи. Основні галузі зайнятості: освіта, охорона здоров'я та соціальна допомога — 22,0 %, науковці, спеціалісти, менеджери — 21,1 %, виробництво — 19,5 %.